# Lijst van gemeenten van Guerrero
De Mexicaanse deelstaat Guerrero bestaat uit 81 gemeenten.
| INEGI | Gemeente                          | Inwoners | Oppervlakte  | Hoofdplaats                | Inwoners |
| ----- | --------------------------------- | -------- | ------------ | -------------------------- | -------- |
| 001   | Acapulco de Juárez                | 837.914  | 1.724,64 km² | Acapulco de Juárez         | 658.609  |
| 002   | Ahuacuotzingo                     | 26.858   | 388,40 km²   | Ahuacuotzingo              | 25.205   |
| 003   | Ajuchitlán del Progreso           | 38.134   | 2.000,88 km² | Ajuchitlán del Progreso    | 37.655   |
| 004   | Alcozauca de Guerrero             | 21.225   | 551,60 km²   | Alcozauca de Guerrero      | 21.225   |
| 005   | Alpoyeca                          | 6.657    | 155,40 km²   | Alpoyeca                   | 3.874    |
| 006   | Apaxtla                           | 11.112   | 857,10 km²   | Apaxtla de Castrejón       | 7.256    |
| 007   | Arcelia                           | 33.267   | 756.47 km²   | Arcelia                    | 22.534   |
| 008   | Atenango del Río                  | 8.731    | 398,80 km²   | Atenango del Río           | 2.842    |
| 009   | Atlamajalcingo del Monte          | 5.476    | 199,40 km²   | Atlamajalcingo del Monte   | 940      |
| 010   | Atlixtac                          | 28.491   | 575,00 km²   | Atlixtac                   | -        |
| 011   | Atoyac de Álvarez                 | 60.680   | 1.638,40 km² | Atoyac de Álvarez          | 22.271   |
| 012   | Ayutla de los Libres              | 69.123   | 735,40 km²   | Ayutla de los Libres       | 40.000   |
| 013   | Azoyú                             | 14.429   | 784,60 km²   | Azoyú                      | 4.211    |
| 014   | Benito Juárez                     | 15.019   | 284,90 km²   | San Jerónimo de Juárez     | 7.494    |
| 015   | Buenavista de Cuéllar             | 12.688   | 338,10 km²   | Buenavista de Cuéllar      | 7.233    |
| 016   | Coahuayutla de José María Izazaga | 13.025   | 3.511,50 km² | Coahuayutla de Guerrero    | 1.373    |
| 017   | Cocula                            | 14.707   | 446,83 km²   | Cocula                     | 4.310    |
| 018   | Copala                            | 13.636   | 344,40 km²   | Copala                     | 6.839    |
| 019   | Copalillo                         | 15.598   | 732,50 km²   | Copalillo                  | 7.862    |
| 020   | Copanatoyac                       | 21.648   | 307,63 km²   | Copanatoyac                | 3.435    |
| 021   | Coyuca de Benítez                 | 73.056   | 1.809,49 km² | Coyuca de Benítez          | 13.866   |
| 022   | Coyuca de Catalán                 | 38.554   | 2.136,00 km² | Coyuca de Catalán          | 7.276    |
| 023   | Cuajinicuilapa                    | 25.922   | 857,10 km²   | Cuajinicuilapa             | 11.245   |
| 024   | Cualác                            | 7.874    | 240,00 km²   | Cualác                     | -        |
| 025   | Cuautepec                         | 15.115   | 314,30 km²   | Cuautepec                  | -        |
| 026   | Cuetzala del Progreso             | 8.272    | 449,80 km²   | Cuetzala del Progreso      | 2.282    |
| 027   | Cutzamala de Pinzón               | 20.537   | 611,10 km²   | Cutzamala de Pinzón        | 4.717    |
| 028   | Chilapa de Álvarez                | 120.790  | 752,17 km²   | Chilapa de Álvarez         | 33.783   |
| 029   | Chilpancingo de los Bravo         | 283.354  | 2.338,40 km² | Chilpancingo de los Bravo  | 225.728  |
| 030   | Florencio Villarreal              | 43.270   | 372,90 km²   | Cruz Grande                | 13.440   |
| 031   | General Canuto A. Neri            | 6.301    | 260,87 km²   | Acapetlahuaya              | -        |
| 032   | General Heliodoro Castillo        | 37.254   | 1.703,76 km² | Tlacotepec                 | 8.442    |
| 033   | Huamuxtitlán                      | 17.488   | 275,81 km²   | Huamuxtitlán               | 7.783    |
| 034   | Huitzuco de los Figueroa          | 37.364   | 921,90 km²   | Ciudad de Huitzuco         | 17.475   |
| 035   | Iguala de la Independencia        | 140.363  | 567,10 km²   | Iguala de la Independencia | 132.854  |
| 036   | Igualapa                          | 10.815   | 266,70 km²   | Igualapa                   | -        |
| 037   | Ixcateopan de Cuauhtémoc          | 6.603    | 310,70 km²   | Ixcateopan de Cuauhtémoc   | 2.502    |
| 038   | Zihuatanejo de Azueta             | 118.211  | 1.468,00 km² | Zihuatanejo                | 70.760   |
| 039   | Juan R. Escudero                  | 26.093   | 652,60 km²   | Tierra Colorada            | 12.262   |
| 040   | Leonardo Bravo                    | 24.720   | 852,00 km²   | Chichihualco               | 10.690   |
| 041   | Malinaltepec                      | 29.625   | 479,85 km²   | Malinaltepec               | 1.292    |
| 042   | Mártir de Cuilapan                | 18.613   | 499,80 km²   | Apango                     | 4.345    |
| 043   | Metlatónoc                        | 18.859   | 601,60 km²   | Metlatónoc                 | 18.000   |
| 044   | Mochitlán                         | 10.709   | 577,50 km²   | Mochitlán                  | 6.052    |
| 045   | Olinalá                           | 24.723   | 709,19 km²   | Olinalá                    | 5.792    |
| 046   | Ometepec                          | 67.641   | 1.100,00 km² | Ometepec                   | 27.607   |
| 047   | Pedro Ascencio Alquisiras         | 6.978    | 510,10 km²   | Ixcapuzalco                | 711      |
| 048   | Petatlán                          | 44.979   | 1.978,09 km² | Petatlán                   | 23.363   |
| 049   | Pilcaya                           | 12.753   | 162,79 km²   | Pilcaya                    | -        |
| 050   | Pungarabato                       | 38.482   | 126,72 km²   | Ciudad Altamirano          | 25.850   |
| 051   | Quechultenango                    | 36.143   | 848,00 km²   | Quechultenango             | 7.214    |
| 052   | San Luis Acatlán                  | 42.360   | 704,40 km²   | San Luis Acatlán           | 9.582    |
| 053   | San Marcos                        | 50.124   | 960,70 km²   | San Marcos                 | 13.650   |
| 054   | San Miguel Totolapan              | 24.139   | 2.370,90 km² | San Miguel Totolapan       | 4.310    |
| 055   | Taxco de Alarcón                  | 105.586  | 347,00 km²   | Taxco de Alarcón           | 50.399   |
| 056   | Tecoanapa                         | 46.063   | 776,90 km²   | Tecoanapa                  | -        |
| 057   | Técpan de Galeana                 | 62.071   | 2.537,80 km² | Técpan de Galeana          | 16.447   |
| 058   | Teloloapan                        | 53.769   | 1.116,10 km² | Teloloapan                 | 25.148   |
| 059   | Tepecoacuilco de Trujano          | 30.470   | 984,00 km²   | Tepecoacuilco de Trujano   | 6.884    |
| 060   | Tetipac                           | 13.552   | 218,00 km²   | Tetipac                    | 2.265    |
| 061   | Tixtla de Guerrero                | 43.171   | 290,00 km²   | Tixtla de Guerrero         | 43.171   |
| 062   | Tlacoachistlahuaca                | 21.306   | 450,60 km²   | Tlacoachistlahuaca         | 5.033    |
| 063   | Tlacoapa                          | 10.092   | 280,00 km²   | Tlacoapa                   | 1.781    |
| 064   | Tlalchapa                         | 11.681   | 414,30 km²   | Tlalchapa                  | -        |
| 065   | Tlalixtaquilla de Maldonado       | 7.602    | 331,50 km²   | Tlalixtaquilla             | 2.529    |
| 066   | Tlapa de Comonfort                | 96.125   | 1.054,00 km² | Tlapa de Comonfort         | 59.580   |
| 067   | Tlapehuala                        | 22.209   | 284,70 km²   | Tlapehuala                 | 8.040    |
| 068   | La Unión de Isidoro Montes de Oca | 25.712   | 1.142,00 km² | La Unión                   | 3.241    |
| 069   | Xalpatláhuac                      | 12.615   | 393,60 km²   | Xalpatláhuac               | 4.255    |
| 070   | Xochihuehuetlán                   | 7.005    | 191,60 km²   | Xochihuehuetlán            | 5.421    |
| 071   | Xochistlahuaca                    | 29.891   | 321,10 km²   | Xochistlahuaca             | -        |
| 072   | Zapotitlán Tablas                 | 12.004   | 229,00 km²   | Zapotitlán Tablas          | 1.912    |
| 073   | Zirándaro                         | 18.813   | 2.475,60 km² | Zirándaro de los Chávez    | 3.254    |
| 074   | Zitlala                           | 22.587   | 305,66 km²   | Zitlala                    | 6.077    |
| 075   | Eduardo Neri                      | 53.126   | 1.289,60 km² | Zumpango del Río           | 27.944   |
| 076   | Acatepec                          | 40.197   | 545,00 km²   | Acatepec                   | -        |
| 077   | Marquelia                         | 14.280   | 210,00 km²   | Marquelia                  | 6.857    |
| 078   | Cochoapa el Grande                | 18.778   | - km²        | Cochoapa el Grande         | 3.697    |
| 079   | José Joaquín de Herrera           | 15.678   | 132,41 km²   | Hueycantenango             | -        |
| 080   | Juchitán                          | 7.559    | 254,64 km²   | Juchitán                   | 3.530    |
| 081   | Iliatenco                         | 10.522   | - km²        | Iliatenco                  | 1.707    |

| Detailkaart                         |
| ----------------------------------- |
|                                     |
| Ligging Guerrero binnen Mexico      |
|                                     |
| Gemeenten ingedeeld naar INEGI code |